# Bruixes de Warboys
Les Bruixes de Warboys, oficialment i en anglès Witches of Warboys és el nom d'una acusació, judici i execució per bruixeria d'Alice Samuel i la seva família entre 1589 i 1593 al poble de Warboys, Anglaterra. Fou un dels judicis a bruixes del període modern anglès, però la historiadora Barbara Rosen considera que és el que va generar més notícies de tot el segle xvi.
Les al·legacions es van fer el novembre de 1589, quan Jane Throckmorton, la filla de 10 anys de Robert Throckmorton, el Squire de Warboys, va acusar que tenia dolors i que aquests eren causats per Alice Samuel. Posteriorment, les germanes de Jane i els membres del servei de la casa van començar a patir els mateixos símptomes. Un segon cas va dir que Samuel havia entrevistat una dona en el seus somnis, i que al cap de pocs dies aquesta havia mort. Això foren proves suficients per jutjar-la i trobar tota la família culpable.

## Bibliobrafia
- Almond, Philip C. «The Witches of Warboys: A Bibliographical Note». Notes and Queries. Oxford University Press, 52, 6-2005, pàg. 192–193(2).
- Almond, Philip C. The Witches of Warboys: An Extraordinary Story of Sorcery, Sadism and Satanic Possession.  Londres: I.B. Tauris, 2008.
- Lea, Henry Charles; Howland, Arthur C. Materials Toward a History of Witchcraft.
- Robbins, Russell Hope. «The Encyclopedia of Witchcraft and Demonology». A: .  Nova York: Bonanza Books, 1959.
- Rosen, Barbara. Witchcraft in England, 1558–1618.  University of Massachusetts Press, 1969.
- Tatem, Moira. Witches of Warboys.  Wholesaler Uniques from Gardners, 1993. ISBN 1-870724-33-X.
- Westwood, Jennifer; Simpson, Jacqueline. A Guide to England's Legends, from Spring-heeled Jack to the Witches of Warboys. ISBN 978-0-14-102103-4.
- Wright, Thomas. The Witches of Warboys.  Kessinger Publishing, desembre 2005. ISBN 1-4253-7244-9.